# Turmhügel Zoggendorf
Der Turmhügel Zoggendorf, auch Schloss Zoggendorf genannt, ist eine abgegangene Turmhügelburg (Motte) etwa 100 Meter westlich der Ortsmitte des Dorfes Zoggendorf, eines Ortsteils des Marktes Heiligenstadt in Oberfranken im Landkreis Bamberg in Bayern.
Als Besitzer der erstmals 1427 erwähnten Burg werden die Herren von Greiffenstein genannt.
Von der ehemaligen Burganlage ist noch der rechteckige Turmhügel erhalten.